# Лэй Цзу
Лэй Цзу (кит. 嫘祖, пиньинь Léi Zǔ), так же известная как Си Линши (кит. упр. 西陵氏, пиньинь Xī Líng shì или в Уэйд-Джайз: Hsi Ling-shih), легендарная китайская императрица и жена «Жёлтого императора». Согласно традиции, ей приписывается открытие в XXVII век до н. э. шёлка, шелководство и изобретение шёлкового ткацкого станка.

## Мифы
Лэй Цзу открыла тутового шелкопряда во время полуденного чаепития, когда куколка шелкопряда упала в её чай.
Согласно одному сообщению, куколка тутового шелкопряда упала в её чай, и теплота напитка развернула шёлк, и нить растянулась по всему её саду. Когда нить закончилась, она увидела маленький кокон и осознала, что именно он и есть источник шёлковой нити. По другой версии она обнаружила тутового шелкопряда, поедающего листья шелковицы и плетущего кокон. Она взяла несколько коконов, затем села выпить чаю. Попивая чай, она уронила кокон в горячий напиток, и тонкая нить начала отделяться от кокона. Лэй Цзу обнаружила, что она могла намотать эту мягкую и красивую нить вокруг пальца.
Она убедила мужа предоставить ей рощу деревьев шелковицы, где она могла бы разводить червей, которые делают такие коконы. Ей приписывают изобретение специальной катушки, которая объединяет тонкие нити в одну достаточно прочную нить, пригодную для плетения. Также ей ставят в заслугу изобретение шёлкового ткацкого станка. Лэй Цзу поделилась своим открытием с другими, и это знание распространилось по всему Китаю.
Неизвестно, насколько правдивы эти предположения, но историкам точно известно, что Китай – это первая цивилизация, которая стала использовать шёлк.
В современном Китае она является объектом поклонения и обладает титулом Матерь Тутового Шелкопряда (Can Nainai).
У Лэй Цзу и Хуан-ди («Жёлтый император») был сын Чан-и, который был отцом императора Чжуань-сюй, а также сын Шаохао, ставший легендарным императором (его историчность сомнительна).